# این دنیا
این دنیا (اسپانیایی: Este Mundo‎) پنجمین آلبوم استودیویی گروه موسیقی جیپسی کینگز است که در سال ۱۹۹۱ میلادی در ایالات متحده آمریکا و اروپا منتشر شد.

## فهرست آهنگ‌ها و ترانه‌ها
| شماره | نام                | مدت  |
| ----- | ------------------ | ---- |
| ۱.    | «با من برقص»       | ۳:۴۷ |
| ۲.    | «بی او»            | ۴:۰۰ |
| ۳.    | «به من بگو»        | ۴:۰۶ |
| ۴.    | «اشک‌ها» (بی‌کلام)   | ۲:۵۸ |
| ۵.    | «آهای»             | ۴:۵۱ |
| ۶.    | «زندگی من»         | ۳:۵۲ |
| ۷.    | «سیه چرده»         | ۴:۳۹ |
| ۸.    | «باز نخواهم گشت»   | ۳:۵۲ |
| ۹.    | «خشم» (بی‌کلام)     | ۲:۴۰ |
| ۱۰.   | «وای خدای من»      | ۳:۱۴ |
| ۱۱.   | «مهربانی» (بی‌کلام) | ۳:۲۶ |
| ۱۲.   | «این دنیا»         | ۴:۱۲ |

## تک‌آهنگ‌ها
- «آهای» (۲۷ مه ۱۹۹۱)
- «این دنیا» (۷ ژوئیه ۱۹۹۱)
- «بی او» (۲۴ فوریه ۱۹۹۲)

## گواهینامه‌ها و فروش
| منطقه                                                              | گواهی  | واحد گواهی‌شده/فروش |
| ------------------------------------------------------------------ | ------ | ------------------ |
| اتریش (فونوگرافی اتریش)                                            | پلاتین | ۵۰٬۰۰۰*            |
| فرانسه (اس‌ان‌ئی‌پی)                                                  | طلا    | ۱۵۹٬۱۰۰            |
| آلمان (بی‌وی‌ام‌آی)                                                   | پلاتین | ۵۰۰٬۰۰۰^           |
| هلند (ان‌وی‌پی‌آی)                                                    | طلا    | ۵۰٬۰۰۰^            |
| اسپانیا (سازنده‌های موسیقی)                                         | طلا    | ۵۰٬۰۰۰^            |
| سوئیس (آی‌اف‌پی‌آی سوئیس)                                             | پلاتین | ۵۰٬۰۰۰^            |
| بریتانیا (بی‌پی‌آی)                                                  | نقره   | ۶۰٬۰۰۰^            |
| ایالات متحده (آرآی‌ای‌ای)                                            | —      | ۳۲۵٬۰۰۰            |
| * رقم فروش تنها بر پایهٔ گواهی‌ها. ^ رقم توزیع تنها بر پایهٔ گواهی‌ها. |        |                    |